# ولايتان
ولايتان هو فيلم كوميدي رومانسي هندي صدرَ في 18 نيسان/أبريل عام 2014 من تأليف وإخراج أبهيشك فارمان استنادًا إلى رواية كانت قد نُشرت عام 2009 تحتَ عنوان ولايتان: قصّة زواجي من تأليف تشيتان بهجت. أُنتجَ الفيلم من قِبل كاران جوهر وبمساعدة من ساجد ناديادوالا؛ فيما شاركَ في بطولتهِ كل من أرجون كابور وعاليا بهات.

## القصّة
يروي فيلم ولايتان قصّة حب تجمع بين كريش مالهوترا (أرجون كابور) وأنيانا سوانيثان (عاليا بهات) القادمانِ من بيئة ثقافية مختلفة؛ فكريش من بنجاب دلهي فيما تُعتبر أنيانا من تشيناي ما يخلقُ بعض الجدل بينهما ثم سرعانَ ما يمتزجُ هذا الجدل بالرفض حينما تُطرح فكرة الزواج على عائلتيهما.

## طاقم البطولة
| الممثل                | الدور             |
| --------------------- | ----------------- |
| أرجون كابور في        | كريش مالهوترا     |
| عاليا بهات            | أنانيا سواميناثان |
| أمريتا سينغ           | كافيتا مالهوترا   |
| رونيت روي             | فيكرام مالهوترا   |
| رافاثي                | رادها سواميناثان  |
| شيف كومار سوبرامانيام | سواميناثان        |
| شارانج ناتراجان       | مانجو سواميناثان  |
| أخينت كور             | شيبرا ميهرا       |
| ديليب ميرالا          | موهيت أوبروي      |

## الاستقبال
منحَ تاران أدارش من بوليوود هانجاما الفيلم 4.5 من أصل 5 نجوم () وعلّق عليهِ قائلًا: «فيلم ولايتان واحدٌ من أفضل الأفلام التي أنتجتها السينما الهندية في الآونة الأخيرة ... إنّه واحد من تلك الأفلام الهندية النادرة التي يجبُ تكرار مُشاهدتها لذا أَنصحُ بشدة! » فيما قيّم الناقد سوراب دويودي من إنديا توداي الفيلم مانحًا إيّاهُ 4 من أصل 5 نجوم () مُشيرًا إلى أنّ «القصّة والسيناريو قد تُساعد الآباء والأمهات على فهم أبنائهم لذا فلتستمتع العائلة بمُشاهدته.» أمّا مينا آير من تايمز أوف إينديا فقد أعطت الفيلم 3.5 من أصل 5 نجوم () وكتبت: «ما يجعلُ فيلم ولايتان مميّز هو السرد البسيط ... الفيلم مقتبس من أحد أكثر أعمال المؤلف تشيتان بهاغات مبيعًا وعلى الرغمِ من قراءة البعض لذاك الكتاب فإنّ قصّة الفيلم رائعة ومميزة في نفس الوقت.» أعطى بالوما شارما من موقع ريديف 3.5 من 5 نجوم () وعلّق بالتالي: «لا يجب أن يمنعكم أيّ شيء من مشاهدة فيلم ولايتان.» في المُقابل؛ أعطى موهار باسو من كوومي الفيلم 3 من أصل 5 نجوم () وقال: «وصلت رسالة الفيلم لكنّه افتقدَ السحر الموجود في الرواية التي اقُتبسَ منها ... لقد شعرتُ بخيبة أمل عندما شاهدته.»
منحت جريدة هندوستان تايمز الفيلم 2.5 نجوم من أصل 5 () وكتبت: «القصّة ضعيفة بالرغمِ من وجود ممثلين موهوبين ... كانت الأغاني رائعة ونفس الأمر بالنسبة للتصميم والإنتاج لكنّه شابهُ عددٌ من العيوب بما في ذلك طول الفيلم والتركيز على بعض التفاصيل غير المهمة.» أمّا سايبال شاترجي من إن دي تي في فقد أعطى الفيلم 2.5 من أصل 5 نجوم (نفس التقييم السابق) وذكر: «يُعالج الفيلم قصة حب بينَ ثقافتين مختلفتين ويسعى جاهدًا ليكونَ رومانسي أو عاطفي وكوميدي ... كان مُضحكًا فعلًا في أحيان كثيرة لكنّ الدراما العائلية لم ترقى للمستوى المطلوب.» في حين أعطى شبرا غوبتا من صحيفة إكسبربس الفيلم 2.5 من أصل 5 نجوم وقال: «بداية الفيلم جيّدة لكنّه سرعان ما يغرقُ في النمطيّة فيصير رتيبًا ومملًا» كما أثنى على أداء بهات قائلًا: «فاجأتنا عاليا بهات حيثُ جسدت شخصية مُختلفة عن باقي أدوارها السابقة كما لعبت على لغة الجسد فأقنعت.»

## شباك التذاكر

### الهند
حقّق الفيلم نجاحًا منذ طرحهِ حيثُ جمع في اليوم الأوّل من بدء عرضهِ حَوالي 120 مليون روبية هندية (2٫0 مليون دولار أمريكي)؛ ثمّ بلغت الأرباح في اليوم الثاني حوالي 117.5 مليون روبية هندية (2٫0 مليون دولار أمريكي) جامعًا بذلكَ 237.5 مليون روبية هندية (3٫9 مليون دولار أمريكي) في 48 ساعة فقط. ليس هذا فقط؛ بل تلقّى الفيلم إشادة واستجابة جيّدة نوعًا ما في قاعات السينما في كل من ميسور، دلهي، أتر برديش وفي راجستان. حقّقت الشركة التي أنتجت الفيلم ربحًا صافيًا بلغَ 280 مليون روبية هندية (4٫6 مليون دولار أمريكي) في أقل من ثلاثة أيّام من عرضه؛ فيما بلغت صافي أرباحها النّهائية ما قيمتهُ 810.91 مليون روبية هندية (13 مليون دولار أمريكي).

#### العالم
حسب إحصائيات البوكس أوفيس الهندي فإنّ فيلم ولايتان قد حقّقَ 5.85 مليون دولار على المستوى الدولي مُحققًا بذلك ثاني أعلى دخل للأفلام الهنديّة على مستوى كل دول العالم لعام 2014 بعدَ فيلم جاي هو.

## روابط خارجية
- ولايتان على موقع IMDb (الإنجليزية)
- ولايتان على موقع ميتاكريتيك (الإنجليزية)
- ولايتان على موقع روتن توميتوز (الإنجليزية)
- ولايتان على موقع نتفليكس (الإنجليزية)
- ولايتان على موقع قاعدة بيانات الأفلام العربية
- ولايتان على موقع بوكس أوفيس موجو (الإنجليزية)
- ولايتان على موقع فيلمافينيتي (الإسبانية)
- ولايتان على موقع قاعدة بيانات الفيلم (الإنجليزية)
- ولايتان على موقع ليتربوكسد (الإنجليزية)
- ولايتان على موقع كينوبويسك (الروسية)